# Decano (diplomacia)
Decano, em diplomacia, é o título que se dá ao membro mais antigo ou mais velho de certas instituições, organizações, classes e etc, como por exemplo o chefe de uma missão estrangeira. No judiciário brasileiro, o Supremo Tribunal Federal nomeia por decano os mais antigos ministros da casa.   
Em muitos caso o Decano também atua como intermediário em assuntos conflitosos entre os membros de uma representação diplomática e o país de acolhida (impasses internacionais, por exemplo) ou entre as diversas representações diplomáticas.
O Embaixador da Nicarágua nos Estados Unidos da América Guillermo Sevilla Sacasa, que ocupou ali este posto por 36 anos, era chamado de Decano do corpo diplomático naquele país.